# موتسوکی هیرواوکا
موتسوکی هیرواوکا (ژاپنی: 廣岡 睦樹؛ زادهٔ ۱۶ اوت ۲۰۰۱) یک بازیکن فوتبال اهل ژاپن است.
از باشگاه‌هایی که در آن بازی کرده‌است می‌توان به باشگاه فوتبال مونتدیو یاماگاتا اشاره کرد.